# عين الحياة (فلم)
عين الحياة هو فيلم مصري تم إنتاجه عام 1970 ، من إخراج إبراهيم الشقنقيري وتأليف محمد عبد الرحمن، من بطولة صلاح ذو الفقار وسميرة أحمد.

## القصة
تسرق إحدى العصابات الدولية قطعة من الماس تسمى (عين الحياة) من باريس وتنقلها إلى القاهرة، وتعمل العصابة على إخفاء الجوهرة الثمينة داخل محل لبيع لعب الأطفال، وفي لعبة معينة. تحضر منى إلى محل اللعب لشراء لعبة لأخيها الصغير الذي يعجب بإحدى اللعب التي وللصدفة البحتة يجد بداخلها الماسة المخبأة.

## طاقم العمل
- صلاح ذو الفقار
- سميرة أحمد
- محمد الدفراوي
- آمال زايد
- عبد الخالق صالح
- عادل المهيلمي